# Tando Muhammad Khan
Tando Muhammad Khan (Urdu ٹنڈو محمد خان) ist das Verwaltungszentrum des Distrikts Tando Muhammad Khan in der Provinz Sindh in Pakistan. Die Stadt hat einen Bahnhof an der Badin-Hyderabad Branch Line.

## Geschichte
Tando Muhammad Khan wurde von Mir Muhammad Khan Talpur Shahwani gegründet, der 1813 starb. Während der britischen Zeit war die Siedlung der Sitz des Assistant Collector. Ihr Status wurde 1856 in Gemeinde geändert. Seit 2005 ist sie eine Distrikthauptstadt.

## Bevölkerungsentwicklung
| Zensusjahr | Einwohnerzahl |
| ---------- | ------------- |
| 1972       | 39.003        |
| 1981       | 41.757        |
| 1998       | 65.396        |
| 2017       | 101.863       |